# Homoranthus decasetus
Homoranthus decasetus är en myrtenväxtart som beskrevs av Norman Brice Byrnes. Homoranthus decasetus ingår i släktet Homoranthus och familjen myrtenväxter. Inga underarter finns listade i Catalogue of Life.